# ザ・スーパーサンデー
『ザ・スーパーサンデー』は、1995年4月23日から1997年9月28日までテレビ朝日系列局が編成していたテレビ朝日製作の単発特別番組枠である。その後も1997年10月5日から1998年9月27日まで『ザ・ゴールデンタイム』、1998年10月4日から1999年3月28日まで『サンデーパワーTV』（サンデーパワーティーヴィー）と題して編成されていた。編成時間は毎週日曜 19:00 - 20:54 （日本標準時）。
※96年12月8日放送は『劇的紀行 深夜特急』（名古屋テレビ制作)のため休止。
※98年2月15日放送は長野オリンピックのため休止。

## 枠名の変遷
- ザ・スーパーサンデー（1995年4月23日 - 1997年9月28日）
- ザ・ゴールデンタイム（1997年10月5日 - 1998年9月27日）
- サンデーパワーTV （1998年10月4日 - 1999年3月28日）

## 放送番組一覧
- 新宿警察24時シリーズ（テレビ朝日バージョン）
- 日曜ナイター（ナイターシーズン時）
- 選挙ステーション（衆院選・参院選開催時、もしくはその選挙の投票日）
- 力士大運動会（1999年2月放送）
- 追悼 やっさん!（1996年1月28日放送。7日前の1996年1月21日に死去した横山やすしの追悼企画）
  - 司会：桂三枝（後の六代桂文枝）、佐藤紀子（当時テレビ朝日アナウンサー）
  - スタジオゲスト：西川きよし、今いくよ・くるよ、中田カウス（中田カウス・ボタン）、横山やすし一家
- ドラえもん のび太の日本誕生（1996年9月29日放送。6日前の1996年9月23日に死去した藤子・F・不二雄の追悼企画）
- ドラえもん のび太のねじ巻き都市冒険記（1998年1月11日放送）
- ドラえもん のび太の南海大冒険（1999年1月10日放送）
- 90'S メガヒッツスペシャル（1997年2月16日放送。1990年から1996年まで各年のシングルベスト30の紹介とトーク、ゲストのライブ）
  - 司会：神田正輝、高橋真紀子（当時テレビ朝日アナウンサー）
  - ゲスト：安室奈美恵、岡本真夜、シャ乱Q（つんく、たいせー）、ウルフルズ、MAX
- 驚異の古代ロマン・ビートたけしのわくわく・ドキドキ縄文講座（1997年2月23日放送）
- どん底物語（1998年6月21日放送、雨傘番組）

## ネット局
| 放送対象地域   | 放送局           | 系列           | 備考                   |
| -------------- | ---------------- | -------------- | ---------------------- |
| 関東広域圏     | テレビ朝日       | テレビ朝日系列 | 製作局                 |
| 北海道         | 北海道テレビ     | テレビ朝日系列 |                        |
| 青森県         | 青森朝日放送     | テレビ朝日系列 |                        |
| 岩手県         | 岩手朝日テレビ   | テレビ朝日系列 | 1996年10月の開局時から |
| 宮城県         | 東日本放送       | テレビ朝日系列 |                        |
| 秋田県         | 秋田朝日放送     | テレビ朝日系列 |                        |
| 山形県         | 山形テレビ       | テレビ朝日系列 |                        |
| 福島県         | 福島放送         | テレビ朝日系列 |                        |
| 新潟県         | 新潟テレビ21     | テレビ朝日系列 |                        |
| 長野県         | 長野朝日放送     | テレビ朝日系列 |                        |
| 静岡県         | 静岡朝日テレビ   | テレビ朝日系列 |                        |
| 石川県         | 北陸朝日放送     | テレビ朝日系列 |                        |
| 中京広域圏     | 名古屋テレビ     | テレビ朝日系列 |                        |
| 近畿広域圏     | 朝日放送         | テレビ朝日系列 |                        |
| 広島県         | 広島ホームテレビ | テレビ朝日系列 |                        |
| 山口県         | 山口朝日放送     | テレビ朝日系列 |                        |
| 香川県・岡山県 | 瀬戸内海放送     | テレビ朝日系列 |                        |
| 愛媛県         | 愛媛朝日テレビ   | テレビ朝日系列 |                        |
| 福岡県         | 九州朝日放送     | テレビ朝日系列 |                        |
| 長崎県         | 長崎文化放送     | テレビ朝日系列 |                        |
| 熊本県         | 熊本朝日放送     | テレビ朝日系列 |                        |
| 大分県         | 大分朝日放送     | テレビ朝日系列 |                        |
| 鹿児島県       | 鹿児島放送       | テレビ朝日系列 |                        |
| 沖縄県         | 琉球朝日放送     | テレビ朝日系列 | 1995年10月の開局時から |

| テレビ朝日系列 日曜19:00枠 | テレビ朝日系列 日曜19:00枠 | テレビ朝日系列 日曜19:00枠 |
| 前番組 | 番組名 | 次番組 |
| --- | --- | --- |
| クイズ庭付き一戸建て （1994年10月23日 - 1995年3月19日） ※19:00 - 19:30象印ニュースクイズ パンドラタイムス （1994年10月23日 - 1995年3月19日） ※19:30 - 20:00TVダイジェスト （1994年10月23日 - 1995年3月19日） ※20:00 - 20:54 | ザ・スーパーサンデー （1995年4月23日 - 1997年9月28日） ↓ ザ・ゴールデンタイム （1997年10月5日 - 1998年9月27日） ↓ サンデーパワーTV （1998年10月4日 - 1999年3月28日） | 神出鬼没!タケシムケン （1999年4月18日 - 2000年3月19日） ※18:56 - 19:56イナズマ!ロンドンハーツ （1999年4月18日 - 2001年9月16日） ※19:56 - 20:54 |

| スタブアイコン | サブスタブ | この項目は、まだ閲覧者の調べものの参照としては役立たない、テレビ番組に関連した書きかけの項目です。この項目を加筆・訂正などしてくださる協力者を求めています（P:テレビ/PJ:放送または配信の番組）。 |